# Mordechaj Milgrom

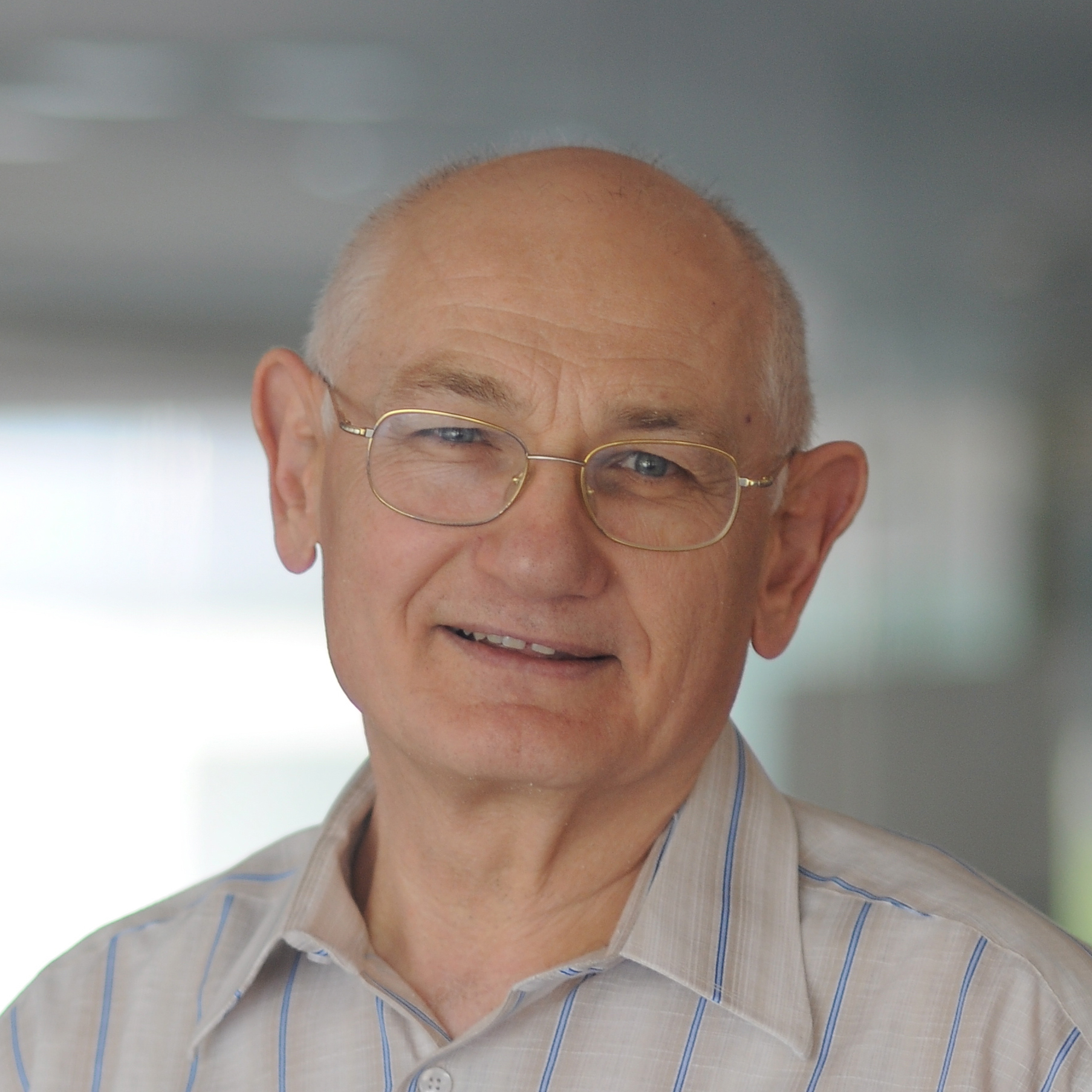
Mordechaj Milgrom

Mordechaj Milgrom (hebr.) מרדכי מילגרום (ur. 1946 w Jassach) – izraelski fizyk, profesor Instytutu Weizmana w zakładzie fizyki materii skondensowanej.
W latach 80. XX wieku opracował teorię zmodyfikowanej dynamiki newtonowskiej (ang. MOND), która wprowadzając nową stałą kosmologiczną może stanowić alternatywę dla istnienia ciemnej materii.